# Вільям Кемпбелл
Вільям Сесіл Кемпбелл (англ. William Cecil Campbell; нар. 28 липня 1930, Рамелтон, Ірландська Вільна держава) — ірландський біолог, біохімік та паразитолог, лауреат Нобелівської премії з фізіології або медицини 2015 року разом з Сатоші Омура за відкриття у галузі лікування інфекцій, які спричинюють круглі черви, та Юю Ту, яка отримала премію за відкриття, що стосуються лікування малярії.